# 유강 (악신경후)
유강(劉強, ? ~ ?)은 전한 후기의 제후로, 광천유왕의 아들이다.

## 행적
신작 3년(기원전 59년), 악신후(樂信侯)에 봉해졌다.
시호를 경(頃)이라 하였고, 아들 유하가 작위를 이었다.

## 출전
- 반고, 《한서》 권15하 왕자후표 下

| 선대 (첫 봉건) | 전한의 악신후 기원전 59년 4월 무술일 ~ ? | 후대 아들 악신효후 유하 |